# Албано-израильские отношения
Албано-израильские отношения — двусторонние дипломатические отношения между Албанией и Израилем. Дипломатические отношения между странами были установлены 20 августа 1991 года. Албания признала государство Израиль в 1949 году. Албания имеет посольство в Рамат-Гане, а Израиль имеет посольство в Тиране.

## История дипломатических отношений
В 1999 году Израиль принял из Косово более 100 албанских беженцев во время Косовской войны, оказал им первую медицинскую помощь, и предоставил питание и проживание.
В ноябре 2006 года албанские военные вошли в состав миротворческого контингента в Южном Ливане, где вместе с итальянскими коллегами обеспечивали мирный процесс между Израилем и Ливаном.
В мае 2008 года в Албании открылась конференция, на которой израильские и европейские историки изучали уникальный опыт этой страны, а именно — каким образом албанцам удалось спасти около 1200 евреев во время Холокоста. Длившаяся десятилетиями изоляция Албании препятствовала ранее изучению этого феномена.
В конце 2009 года и летом 2010 года СМИ не раз сообщали о том, что различные виды вооружений советского производства продавалось в Ливан, группировке Хизбалла, через Албанию и с ведома правительства этой страны. В частности, речь идет о переносных ЗРК «Игла-1» и «Игла» (SA-16 и SA-18 по классификации NATO).
В июне 2011 года вице-премьер и глава МИД Израиля Авигдор Либерман посетил Албанию с официальным визитом, где встретился с президентом Бамиром Топи, премьер-министром Сали Бериша, министром иностранных дел Эдмондом Хаджинасто и спикером парламента Жозефиной Топали. Кроме обсуждения вопросов развития двусторонних отношений и сотрудничества министр Либерман вместе с премьер-министром Сали Бериша принял участие в церемонии, посвящённой дню независимости Израиля, присутствовал на открытии выставки художницы Рахель Навон и на концерте оперной певицы Сиван Ротем.
В ноябре 2011 года албанский премьер-министр Сали Бериша выступил на Совете по международным отношениям Израиля (англ.) и назвал албанско-израильские отношения «примером сосуществования и взаимного уважения». Бериша отметил, что обе страны опасаются распространения радикального ислама, обе противятся признанию Государства Палестина в ООН, обе считают Иран и его президента Махмуда Ахмадинежада одной из наибольших угроз миру. Он также заявил, что с нетерпением ожидает предстоящего открытия израильского посольства в Тиране.
2 июля 2014 года спикер албанского парламента Илир Мета впервые посетил Израиль. Здесь он встретился со своим коллегой, Юлием Эдельштейном. Мета выразил соболезнования в связи с похищением трёх израильских подростков. Эдельштейн в свою очередь привел Албанию как пример страны с мусульманским населением, которая много лет развивает крепкие и плодотворные отношения с еврейским государством.
В ноябре 2015 года новый посол Албании в Израиле доктор Бардюль Цанай вручил свои верительные грамоты израильскому президенту Реувену Ривлину в его резиденции.
В декабре 2015 года албанский премьер-министр Эди Рама посетил Израиль с трёхдневным официальным визитом. В его рамках он встретился со своим израильским коллегой Биньямином Нетаньяху, который в своей речи отметил, что отношения Израиля со страной, 60 % которой составляют мусульмане, прочные и охватывают разные области: торговлю, инвестиции, энергетику, водные ресурсы и другие. По результатам встречи были подписаны декларация о дружбе, договор о сотрудничестве в сфере медицинских исследований и соглашение о трудоустройстве членов семей дипломатов.
В мае 2018 года министр обороны Албании Олта Джачка посетила Израиль с официальным визитом. Это первый в истории визит главы оборонного ведомства Албании в еврейское государство. В Тель-Авиве она встретилась со своим израильским коллегой Авигдором Либерманом и заявила, что Израиль является важным союзником НАТО в борьбе с терроризмом. в свою очередь министр Либерман отметил роль Албании в гарантировании мира и безопасности за западных Балканах и заявил, что обе страны разделяют общие ценности и являются стратегическими союзниками для обеспечения безопасности в регионе.
На фоне столкновений на границе Израиля и сектора Газа летом 2018 года и последовавшими за ними обстрелами израильской территории и силовыми ответами ЦАХАЛа на них, посольство Албании в Израиле выпустило заявление, в котором безоговорочно поддержало еврейское государство «и его право на самооборону».
В ноябре 2019 года израильские спасатели оказали помощь при ликвидации последствий землетрясения в албанском городе Дуррес. В балканскую страну израильтяне доставили специальное оборудование, палатки для потерявших кров людей. Кроме того, в Албании работают специалисты Армии обороны Израиля. Албанский премьер Эди Рама поблагодарил израильтян и своего коллегу Нетаньяху за помощь, оказанную его стране.
В сентябре 2024 года президент Израиля Ицхак Герцог посетил Тирану с официальным визитом. В рамках визита Герцог встретился с премьер-министром Эди Рамой, который проинформировал израильскую делегацию о намерении Албании открыть в Иерусалиме торгово-дипломатическое представительство.

## Медицина и здравоохранение
В марте 2025 года министры здравоохранения Израиля (Уриэль Бусо) и Албании (Альбана Кочью) подписали протокол о намерениях в сфере медицины и общественного здравоохранения. Цель документа — расширение сотрудничества и продвижение совместных проектов, включая проекты в сфере цифровой медицины, телемедицины, подготовки к чрезвычайным ситуациям.

## История евреев в Албании
К 1939 году на территории Албании проживали около 200 евреев. До 1942 года албанское посольство в Берлине выдавало визы евреям, которые бежали из нацистской Германии.
Албания была единственной европейской страной, оккупированной державами оси во время Второй мировой войны (с сентября 1943 года), в которой к концу войны было больше евреев, чем до начала её.
Албанцы защищали не только евреев своей страны, но и предоставляли убежище для евреев из соседних стран. Они отказывались составлять списки евреев проживавших в стране. Вместо этого они помогали с поддельными документами еврейским семьям. Около 1200 еврейских беженцев из других балканских странах были спрятаны в албанских семьях во время Второй Мировой Войны, согласно официальным данным.
75 человек были удостоены звания «Праведники народов мира в Албании» в мемориальном музее «Яд ва-Шем».

## Галерея

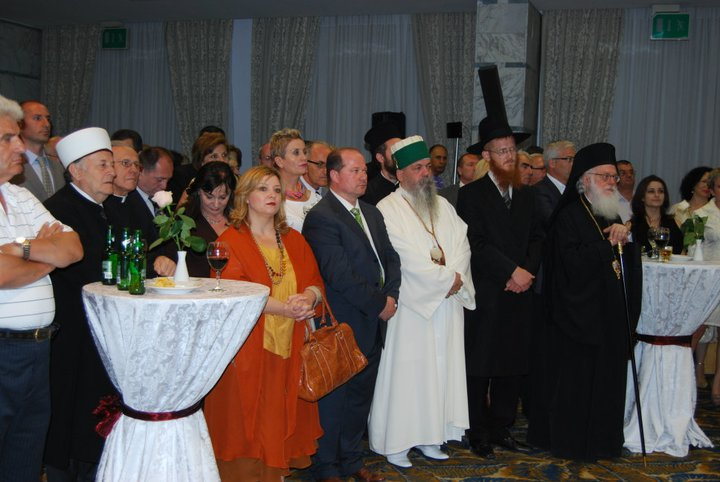
Празднование 63-й годовщины образования Государства Израиль в албанской синагоге
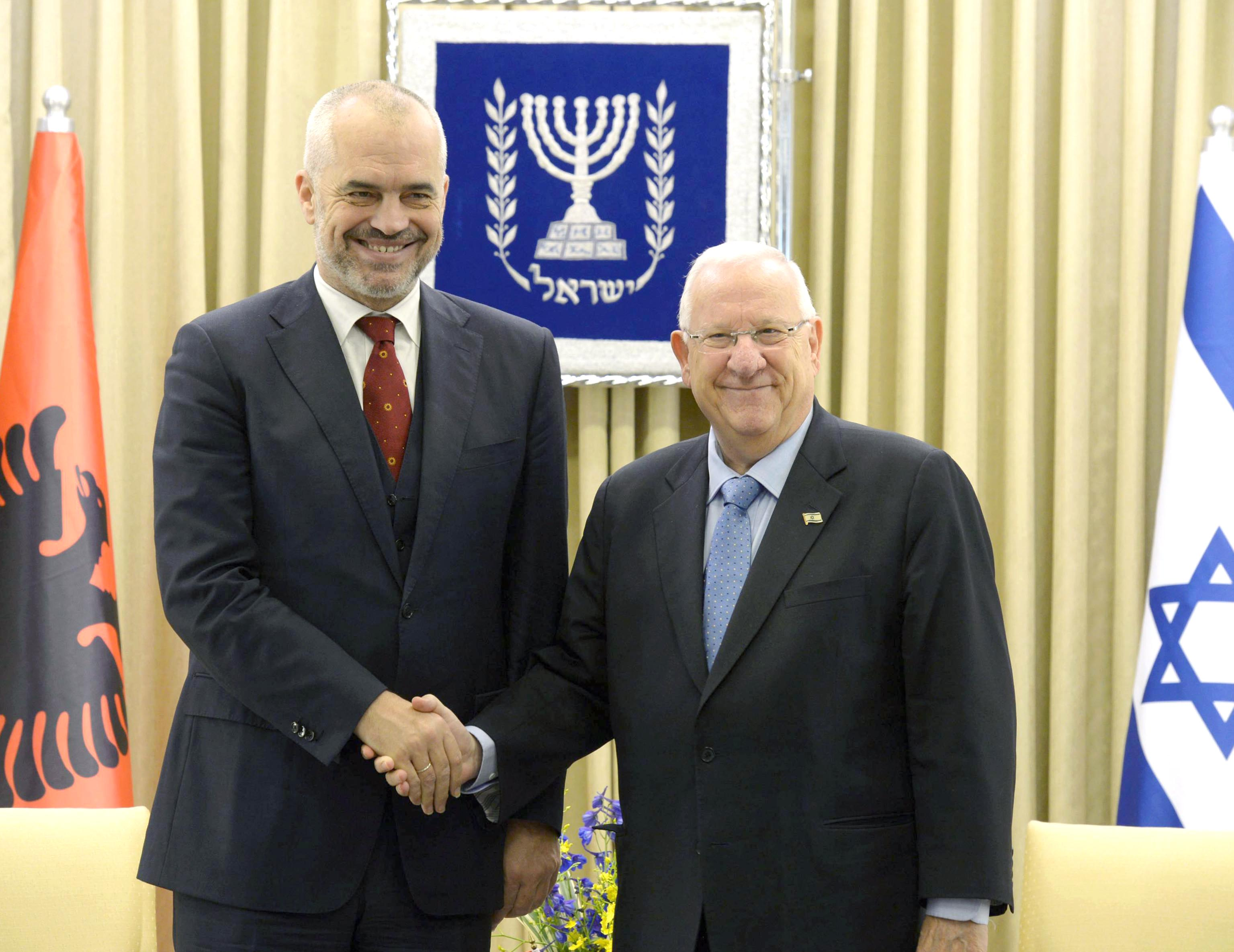
Эди Рама и Реувен Ривлин